# متئو زینگالس
متئو زینگالس (انگلیسی: Matteo Zingales) موسیقی‌دان و آهنگساز اهل استرالیا است. وی از سال ۲۰۰۴ میلادی تاکنون مشغول فعالیت بوده‌است.
از فیلم‌ها یا مجموعه‌های تلویزیونی که وی در آن‌ها نقش داشته است، می‌توان به شکارچی و تایدلندز اشاره نمود.